# Carenza di glucosio-6-fosfato deidrogenasi
La carenza di glucosio-6-fosfato deidrogenasi (abbreviato in G6PD-carenza) è un quadro patologico ereditario legato al cromosoma X (X-linked) caratterizzato da un deficit funzionale o quantitativo della glucosio-6-fosfato deidrogenasi (abbreviato in G6PD o G6PDH), un enzima chiave della via dei pentoso fosfati. La G6PD-carenza costituisce il difetto enzimatico più comune nella specie umana.
La carenza enzimatica è espressa principalmente nella linea cellulare eritroide, da cui si sviluppano i globuli rossi, e, in grado minore, nelle altre cellule ematiche. Per tale ragione, le principali manifestazioni legate alla deficienza enzimatica rientrano nella sfera ematologica: gli individui che ne sono affetti possono infatti manifestare anemia emolitica non immune in risposta a numerose cause, più comunemente infezioni o esposizione a determinate sostanze chimiche o farmaci.
La carenza di G6PD è strettamente legata al favismo, una manifestazione clinica caratterizzata da una crisi emolitica in risposta al consumo di fave. Il termine "favismo" è stato impiegato anche per indicare la carenza di questo enzima; si tratta però di una terminologia impropria, dal momento che non tutte le persone affette da questo disturbo manifesteranno una reazione clinicamente osservabile al consumo di questi legumi.

## Epidemiologia e storia

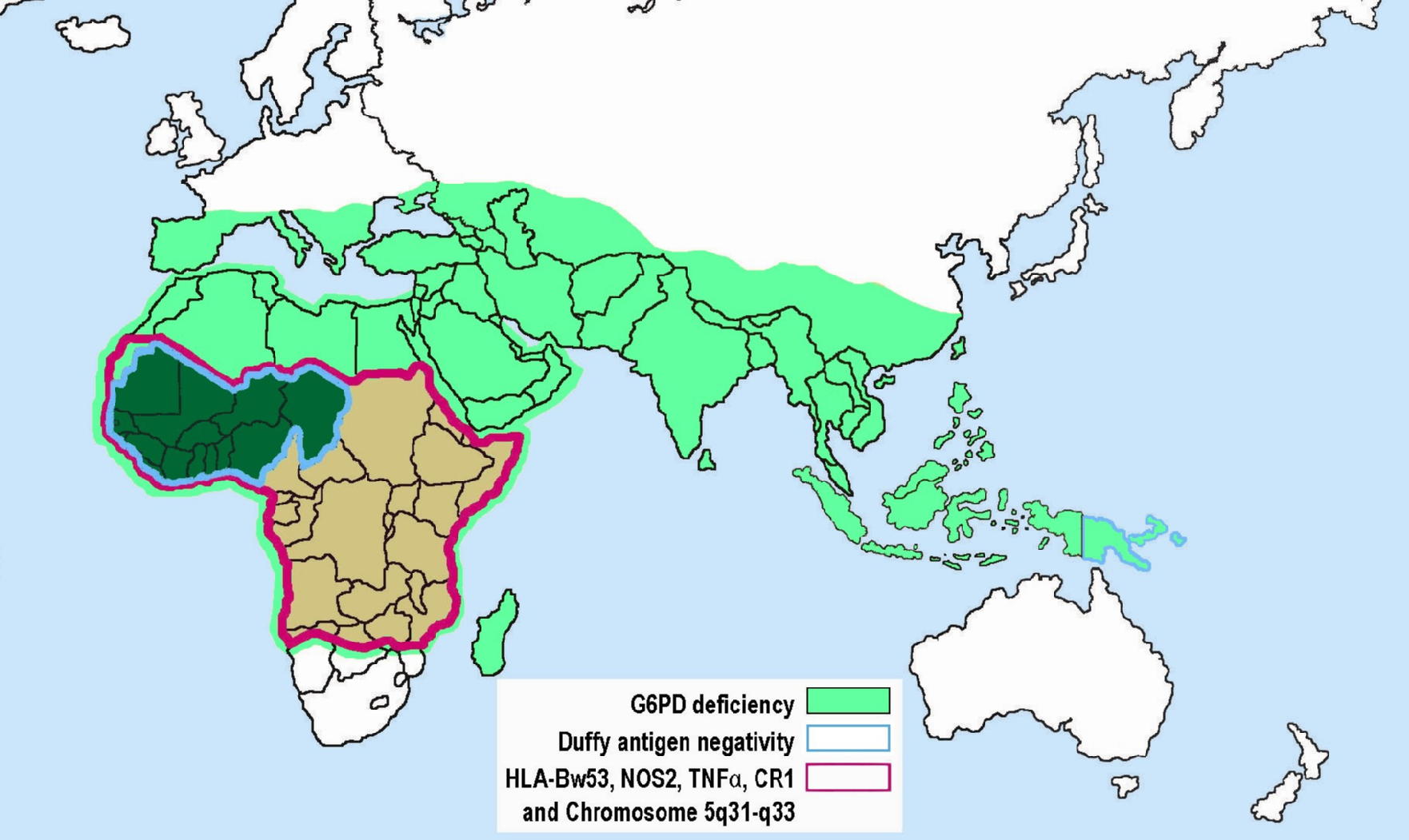
La diffusione della G6PD-carenza e di altre varianti immunogenetiche; da notare come l'areale di questo deficit enzimatico coincida con aree in cui la malaria ha (o ha avuto) una forte incidenza ([//upload.wikimedia.org/wikipedia/commons/0/08/Paludisme_-_Frequence_statistique.png per confronto]).

La carenza di G6PDH è il più comune deficit enzimatico umano, presente in oltre 400 milioni di persone nel mondo. Gli individui di etnia africana, mediorientale e asiatica meridionale presentano la maggiore prevalenza, forse perché questa deficienza enzimatica conferisce a tali popolazioni una maggiore resistenza alla malaria, in particolare a quella causata dal Plasmodium falciparum; una correlazione simile esiste anche tra malaria e anemia falciforme o talassemia.
Tra le varie mutazioni implicate nella G6PD-carenza, solo due varianti causano la maggior parte delle anemie emolitiche clinicamente rilevabili: la variante G6PD− e la G6PD-Mediterranea; la prima è presente nel 10% degli afroamericani; la seconda è più diffusa nelle regioni mediterranee dell'Asia. La ragione della maggior frequenza di queste mutazioni negli individui appartenenti a tali etnie può essere spiegata tenendo in considerazione che gli eritrociti G6PD-carenti parassitati dal plasmodio vengono più rapidamente eliminati dal sistema reticoloendoteliale presente a livello splenico. Pertanto, la mutazione costituisce nelle zone di origine di tali individui, ove la malaria è endemica, un notevole vantaggio evolutivo conferendo agli individui portatori una migliore idoneità biologica (fitness).
Il favismo è una manifestazione clinica della G6PD-carenza conosciuta sin dall'antichità. È noto il divieto pitagorico di cibarsi di fave; per tale divieto esistono due possibili spiegazioni, una materialista e l'altra strutturalista. La prima è collegata proprio al favismo, che secondo studi medici era particolarmente diffuso nella zona del crotonese; la seconda fa riferimento a credenze antiche, messe in luce da Lévi-Strauss, secondo cui le fave erano considerate connesse al mondo dei morti, della decomposizione e dell'impurità dalle quali il filosofo si deve tenere lontano.
La moderna comprensione di questa condizione iniziò con l'analisi dei pazienti che manifestavano sensibilità alla primachina. La scoperta della G6PD-carenza è strettamente correlata ai test effettuati somministrando primachina su volontari prigionieri dell'Illinois State Penitentiary, studi oggi non più effettuabili. Ad alcuni prigionieri fu somministrata una dose di questo farmaco antimalarico; alcuni di questi svilupparono una anemia emolitica, altri non ebbero conseguenze. In seguito a studi condotti sul meccanismo di sviluppo di questa crisi emolitica tramite test al cromo-51 si comprese definitivamente che l'effetto emolitico della primachina era dovuto ad un difetto intrinseco degli eritrociti.
Tutti gli individui favici mostrano G6PD-carenza, ma non tutti i G6PD-carenti mostrano favismo: ad esempio, in un piccolo studio in cui è stato preso un campione di 757 maschi sauditi, oltre il 42% di essi mostrò di possedere almeno una variante di G6PD carenza, ma nessuno di essi mostrò i segni e i sintomi del favismo.

## Eziologia

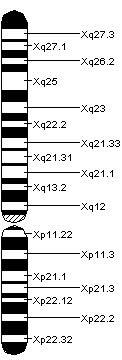
Loci del cromosoma X

La carenza di glucosio-6-fosfato deidrogenasi è un carattere recessivo legato al cromosoma X. Il gene che codifica per l'enzima ha un'estensione di 18,5 kilobasi e si trova nel locus Xq28.
Sono note diverse centinaia di mutazioni del gene della G6PD, che possono determinare o una minore sintesi della proteina o, più frequentemente, la sintesi di un enzima instabile o meno affine per il suo substrato. La maggior parte di queste varianti non causa disturbi degni di rilievo eccetto le già menzionate G6PD− e G6PD-Mediterranea. In seguito alla traduzione di queste due varianti del gene si produce una proteina mal ripiegata, maggiormente suscettibile alla degradazione proteolitica; la loro emivita risulta dunque inferiore se confrontate con la variante normale più comune, la G6PD B. Dal momento che i globuli rossi maturi, in quanto privi di nucleo, non possono sintetizzare nuove proteine, l'attività delle varianti G6PD− e G6PD-Mediterranea, in partenza deficitaria, si riduce rapidamente con l'invecchiamento degli eritrociti, raggiungendo livelli inadeguati a proteggerli dallo stress ossidativo; per questa ragione, i globuli rossi più vecchi sono più suscettibili all'emolisi rispetto alle emazie più giovani.
L'Organizzazione mondiale della sanità classifica le varianti geniche della G6PD in cinque classi, di cui le prime tre identificano stati di deficienza.
- Classe I: deficienza grave (attività enzimatica <10%) con anemia emolitica cronica (non sferocitica);
- Classe II: deficienza grave (attività enzimatica <10%), con emolisi intermittente;
- Classe III: deficienza lieve (attività 10-60%), emolisi solo se esposti ad ossidanti;
- Classe IV: variante non deficitaria, nessuna conseguenza clinica;
- Classe V: attività enzimatica incrementata, nessuna conseguenza clinica.

Di seguito sono riportate le varianti e mutazioni più conosciute e descritte:
| Varianti o mutazioni | Varianti o mutazioni | Varianti o mutazioni | Varianti o mutazioni | Gene                                   | Gene                  | Gene                | Proteina  | Proteina                                                           | Proteina                                                                                |
| Designazione         | Nome breve           | Isoforma G6PD        | OMIM-Code            | Tipo                                   | Nucleotide sostituito | Posizione           | Posizione | Sostituzione amminoacidica                                         | Modifica funzionale                                                                     |
| -------------------- | -------------------- | -------------------- | -------------------- | -------------------------------------- | --------------------- | ------------------- | --------- | ------------------------------------------------------------------ | --------------------------------------------------------------------------------------- |
| G6PD-A(+)            | Gd-A(+)              | G6PD A               | +305900.0001         | Polimorfismo                           | A→G                   | 376 (Esone 5)       | 126       | Asparagina→Acido aspartico (ASN126ASP)                             | Nessun effetto (variante)                                                               |
| G6PD-A(-)            | Gd-A(-)              | G6PD A               | +305900.0002         | Sostituzione nucleotidica              | G→A                   | 376 (Esone 5) e 202 | 68 e 126  | Valina→Metionina (VAL68MET) Asparagina→Acido aspartico (ASN126ASP) |                                                                                         |
| G6PD-Mediterranea    | Gd-Med               | G6PD B               | +305900.0006         | Sostituzione nucleotidica              | C→T                   | 563 (Esone 6)       | 188       | Serina→Fenilalanina (SER188PHE)                                    | Deficienza di classe II                                                                 |
| G6PD-Canton          | Gd-Canton            | G6PD B               | +305900.0021         | Sostituzione nucleotidica              | G→T                   | 1376                | 459       | Arginina→Leucina (ARG459LEU)                                       | Deficienza di classe II                                                                 |
| G6PD-Chatham         | Gd-Chatham           | G6PD                 | +305900.0003         | Sostituzione nucleotidica              | G→A                   | 1003                | 335       | Alanina→Treonina (ALA335THR)                                       | Deficienza di classe II                                                                 |
| G6PD-Cosenza         | Gd-Cosenza           | G6PD B               | +305900.0059         | Sostituzione nucleotidica              | G→A                   | 1376                | 459       | Arginina→Prolina (ARG459PRO)                                       | Attività della G6PD<10% (gran parte dei pazienti).                                      |
| G6PD-Mahidol         | Gd-Mahidol           | G6PD                 | +305900.0005         | Sostituzione nucleotidica              | G→A                   | 487 (Esone 6)       | 163       | Glicina→Serina (GLY163SER)                                         | Deficienza di classe II                                                                 |
| G6PD-Orissa          | Gd-Orissa            | G6PD                 | +305900.0047         | Sostituzione nucleotidica              |                       |                     | 44        | Alanina→Glicina (ALA44GLY)                                         | Colpisce il sito di legame per l'NADP. Maggiore stabilità rispetto alle altre varianti. |
| G6PD-Asahi           | Gd-Asahi             | G6PD A-              | +305900.0054         | Sostituzione nucleotidica (diversi nn) | A→G ± G→A             | 376 (Esone 5) 202   | 126 68    | Asparagina→Acido aspartico (ASN126ASP) Valina→Metionina (VAL68MET) | Deficienza di classe III.                                                               |

## Fisiopatologia
La glucosio-6-fosfato deidrogenasi (G6PD) è un enzima coinvolto nella via metabolica dei pentoso fosfati (nota anche come shunt dell'esoso monofosfato o HMP pathway, illustrata schematicamente nell'immagine accanto). L'enzima catalizza la reazione di ossidazione del glucosio-6-fosfato in 6-fosfoglucono-δ-lattone, reazione che costituisce la tappa limitante di questa catena metabolica che ha lo scopo di produrre pentosi fosfati per la sintesi degli acidi nucleici e reintegrare il pool cellulare della forma ridotta del coenzima nicotinamide adenina dinucleotide fosfato (NADPH). L'NADPH fornisce il potere riducente necessario per riconvertire il glutatione ossidato (GSSG) in glutatione ridotto (GSH), una molecola necessaria per neutralizzare i radicali liberi in grado di causare un danno ossidativo.
Lo shunt dell'esoso monofosfato è l'unica sorgente di GSH per i globuli rossi. Il loro ruolo di portatori di ossigeno li espone costantemente al rischio di danno da parte delle specie reattive dell'ossigeno (ROS), danno normalmente scongiurato dalla presenza di GSH in adeguate quantità. La carenza di G6PD risulta dunque in una minore riserva di GSH, motivo per il quale gli eritrociti degli individui G6PD carenti esauriscono più rapidamente le loro riserve di glutatione ridotto esponendoli al rischio di anemia emolitica in stati di stress ossidativo. Stati di questo tipo si raggiungono in corso di infezioni, a causa dell'elevata quantità di ROS liberate dai leucociti durante la risposta infiammatoria, oppure in seguito all'introduzione di farmaci o sostanze chimiche (si veda il paragrafo Terapia e prevenzione) al cui metabolismo si associa la produzione di specie ossidanti.
La deficienza di G6PD nella via alternativa causa un accumulo di glucosio ed un incremento dei prodotti irreversibili di glicazione avanzata (AGE, advanced glycosylation end products). La riduzione delle riserve di NADPH in seguito alla G6PD-carenza si ripercuote anche sulla produzione dell'ossido di azoto (NO). L'alta prevalenza di diabete mellito di tipo 2 ed ipertensione arteriosa negli Afro-Caraibici può essere messa direttamente in relazione con l'elevata incidenza della G6PD-carenza in queste popolazioni.
Le donne portatrici di una mutazione nel gene della glucosio-6-fosfato deidrogenasi possono manifestare una lieve forma di carenza (la cui gravità dipende dal grado di inattivazione del cromosoma X che possiede il gene wild-type), ma sono state descritte anche femmine omozigoti per il gene mutato; queste femmine presentano anche un'incidenza aumentata di un raro disturbo immunologico noto come malattia granulomatosa cronica (CGD, dall'inglese chronic granulomatous disease).

### Patogenesi
Quando le riserve di glutatione ridotto vengono consumate, l'esposizione degli eritrociti con G6PD mutata ad alti livelli di ossidanti determina la formazione di legami crociati tra i gruppi S-H delle cisteine presenti nelle catene globiniche dell'emoglobina; la conseguente denaturazione di questa proteina causa la formazione di precipitati che si legano alla membrana eritrocitaria, i corpi di Heinz, i quali possono essere messi in evidenza come inclusioni scure se i globuli rossi vengono colorati con opportune colorazioni, come il cristalvioletto.
I corpi di Heinz sono causa dei gravi danni alla membrana all'origine di fenomeni di emolisi intravascolare, ma sono responsabili anche di danni meno gravi, quali riduzione della deformabilità delle emazie e modificazioni citoscheletriche che conferiscono ai globuli rossi una forma sferica (sferocitosi). Gli eritrociti danneggiati vengono poi sequestrati nella milza, ove sono facilmente riconosciuti e fagocitati dai macrofagi presenti nella polpa rossa (eritrocateresi). I macrofagi stessi riconoscono i corpi di Heinz, rimuovendoli dagli eritrociti assieme a una piccola parte della membrana; queste cellule parzialmente fagocitate presentano una forma anomala, quasi fossero state "morse" dai macrofagi, e pertanto sono note come bite cells (dall'inglese, cellule morsicate).
I fenomeni di emolisi intravascolare iniziano da due a tre giorni dopo l'esposizione a ossidanti. Il prodotto del catabolismo dell'emoglobina è la bilirubina, che ad alte concentrazioni nel sangue (iperbilirubinemia) dà luogo ad ittero. L'episodio emolitico è solitamente autolimitante, dal momento che riguarda esclusivamente i globuli rossi più vecchi in quanto hanno una riserva di GSH più scarsa degli eritrociti più giovani. Al termine della fase emolitica è spesso presente una marcata reticolocitosi. Dal momento che gli episodi emolitici legati alla G6PD carenza sono discontinui, è assente la gran parte dei segni e delle manifestazioni legate ad altre anemie emolitiche croniche (splenomegalia, colelitiasi ecc.).

## Clinica

### Segni e sintomi

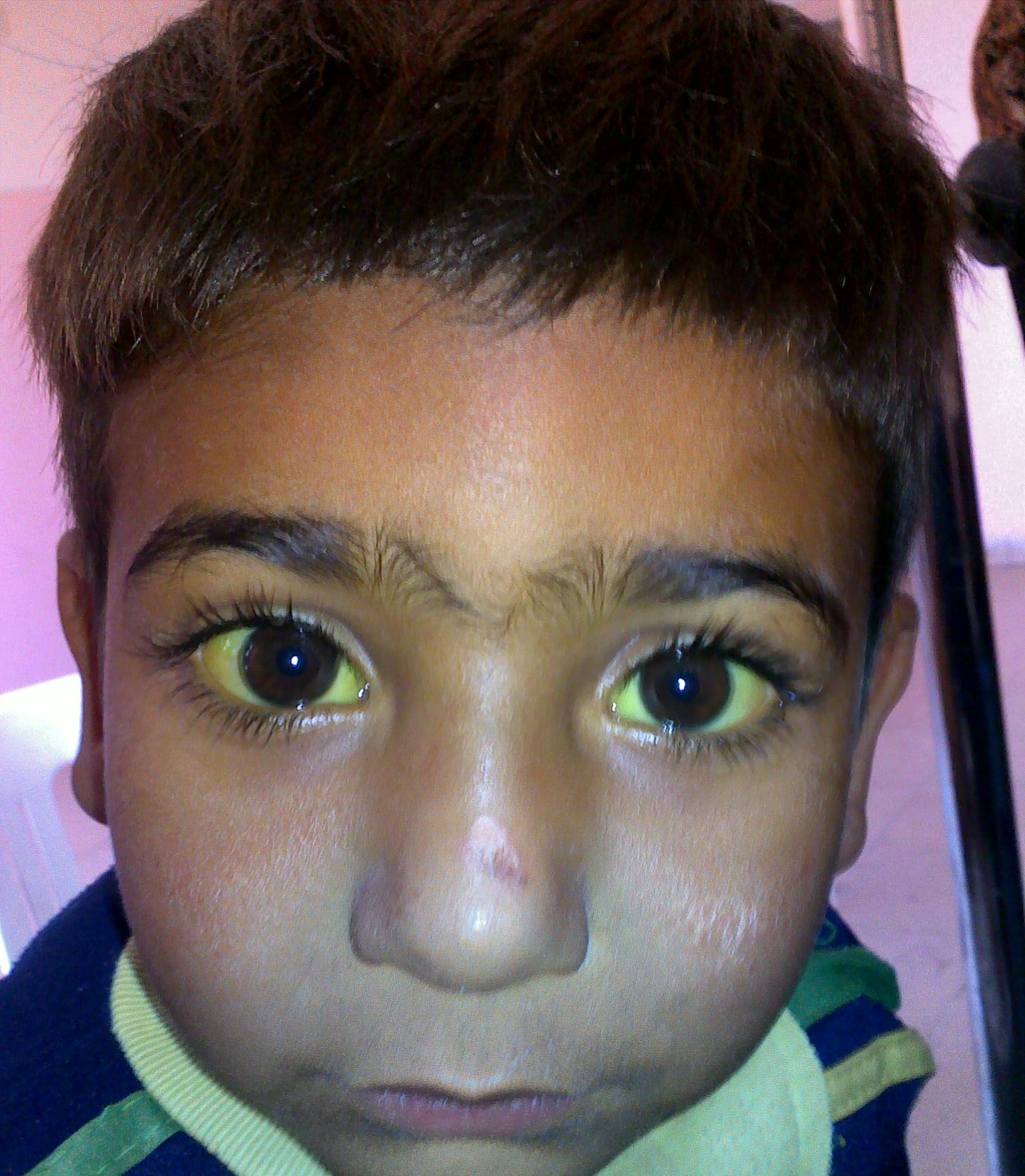
Bambino di 4 anni G6PD-carente che mostra ittero.

La gran parte degli individui affetti da G6PD-carenza è asintomatica. I pazienti sintomatici sono quasi esclusivamente maschi, per via dell'ereditarietà correlata al cromosoma X di questa malattia; le portatrici di sesso femminile potrebbero comunque manifestare clinicamente la malattia, qualora, a causa di un'eventuale inattivazione del cromosoma X sfavorevole, venga casualmente inattivato, in alcuni progenitori midollari, proprio il cromosoma X che contiene la variante "sana" del gene della G6PD; in questo modo si viene a creare una popolazione di globuli rossi carenti dell'enzima che convive con una popolazione eritrocitaria normale.
L'emolisi nei G6PD carenti può manifestarsi in diversi modi:
- ittero neonatale prolungato, che può esitare anche in kernittero (che costituisce la complicanza più grave della malattia);
- crisi emolitiche in risposta a diverse condizioni che portano ad un incremento dello stress ossidativo, in particolare:
  - malattie (specialmente infettive, quali epatite virale, polmonite e febbre tifoide[14]);
  - alcune sostanze chimiche e taluni farmaci;[17]
  - alcuni cibi, in particolare le fave;
  - chetoacidosi diabetica.

Crisi emolitiche particolarmente gravi possono causare insufficienza renale acuta (IRA).

## Diagnosi
La diagnosi di G6PD-carenza è in genere sospettata quando un paziente di una certa etnia (si veda il paragrafo Epidemiologia e cenni storici) manifesta ittero e segni di emolisi in seguito all'esposizione ad uno dei fattori scatenanti, soprattutto se all'anamnesi risulta un caso di positività in un familiare.
In fase di emolisi acuta si riscontra, all'indagine di laboratorio, anemia, emoglobinemia ed emoglobinuria. Tra gli esami richiesti, per confermare il sospetto di G6PD-carenza:
- emocromo e conta dei reticolociti (la reticolocitosi è un segno di aumentata eritropoiesi in risposta all'anemia); in G6PD-carenza attiva, all'esame microscopico di uno striscio di sangue possono essere rintracciati corpi di Heinz negli eritrociti;
- enzimi di necrosi epatica (AST, ALT) e di colestasi (ALP e γ-GT), per escludere altre cause di ittero;
- lattato deidrogenasi, elevata in caso di emolisi e marcatore della gravità stessa dell'emolisi;
- aptoglobina, diminuita in caso di emolisi;
- test di Coombs, per escludere l'origine immuno-mediata dell'emolisi (dovrebbe dunque essere negativo).

Quando vi sono sufficienti sospetti di trovarsi di fronte ad una G6PD-carenza, un test diretto per avere un'ulteriore conferma è il test di Beutler (detto anche "test della macchia fluorescente"). Si tratta di un test rapido ed economico che identifica visualmente, tramite esposizione a raggi UV, le molecole di NADPH prodotte dall'enzima, che appaiono come delle chiazze: se il test non ne mette in evidenza, il risultato sarà negativo, ma può essere falsamente negativo in pazienti con emolisi attiva. Per scongiurare il rischio di falsi negativi il test andrebbe fatto almeno 2–3 settimane dopo un episodio emolitico. Altre possibilità sono costituite da tecniche di biologia molecolare, come dot blot, Southern blot e altre tecniche che sfruttano l'ibridazione del DNA, oppure mediante il sequenziamento del gene della G6PD.

## Terapia e prevenzione

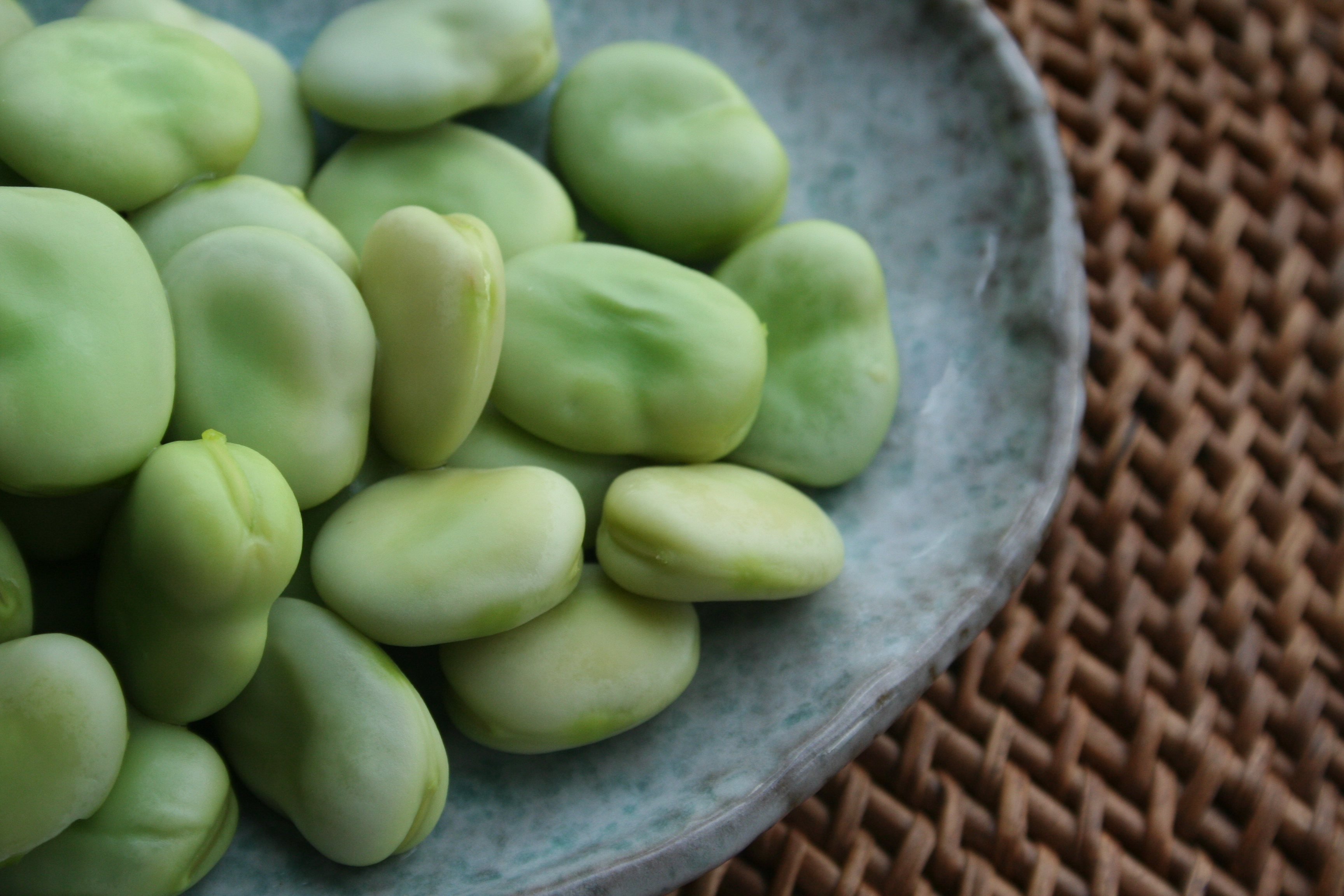
Il consumo di fave espone i G6PD-carenti al rischio di crisi emolitiche per via della presenza, all'interno dei semi, di sostanze ossidanti come divicina e convicina.

La principale misura per contrastare le manifestazioni cliniche della G6PD-carenza è costituita dalla prevenzione, che consiste fondamentalmente nell'evitare le sostanze che possono innescare una crisi emolitica. In risposta alle malattie infettive il rimedio più opportuno è costituito dalla vaccinazione contro alcuni comuni patogeni (ad esempio, virus dell'epatite A e B). Negli individui fabici è inoltre opportuno astenersi dal consumo di fave, che contengono diversi agenti ossidanti, tra cui la divicina e la convicina.
Numerosi farmaci costituiscono un potenziale pericolo per gli individui affetti da G6PD-carenza. Alcuni farmaci antimalarici possono scatenare emolisi acuta, tra cui primachina, pamachina e clorochina; vi sono anche evidenze che altri antimalarici possono esacerbare la carenza della glucosio-6-fosfato deidrogenasi, ma solo a dosaggi elevati. Sulfamidici (come sulfanilamide, sulfametossazolo e mafenide), tiazosolfone, blu di metilene e naftalene dovrebbero allo stesso modo essere evitati dai G6PD carenti, come alcuni farmaci antinfiammatori non-steroidei (aspirina, fenazopiridina e acetanilide) ed alcuni antibiotici non sulfamidici (acido nalidixico, nitrofurantoina, isoniazide e furazolidone). Si è visto che anche estratti di henné possono causare crisi emolitiche in bambini G6PD-carenti.
In caso di emolisi acuta può rendersi necessario ricorrere a trasfusioni di sangue e dialisi nel caso in cui il paziente sia affetto anche da insufficienza renale. La trasfusione si rivela un'importante misura sintomatica, dal momento che gli eritrociti trasfusi non sono normalmente G6PD carenti e sopravvivono nel circolo del ricevente per un periodo di tempo normale (circa 120 gg).
Alcuni pazienti potrebbero trarre beneficio dalla rimozione chirurgica della milza, essendo quest'ultima un importante sito di distruzione degli eritrociti. Somministrazioni di acido folico potrebbero essere opportune per eventuali disordini riguardanti un turnover eritrocitario particolarmente elevato. La somministrazione di vitamina E e selenio, nonostante le loro proprietà antiossidanti, non incide sulla gravità delle manifestazioni cliniche della G6PD-carenza.